# Kostenordnung
Nach dem deutschen Gesetz über die Kosten in Angelegenheiten der freiwilligen Gerichtsbarkeit (Kostenordnung, abgekürzt KostO) wurden Kosten (Gebühren und Auslagen) in den Angelegenheiten der freiwilligen Gerichtsbarkeit erhoben und zwar einerseits die Gerichtskosten nach dem ersten Teil des Gesetzes (§§ 1–139 KostO), andererseits die Kosten der Notare nach den Bestimmungen im zweiten Teil des Gesetzes (§§ 140–157 KostO).
Zum 1. August 2013 ging das Kostenrecht insoweit in einer „konstitutiven Neufassung“ mit dem Titel Gerichts- und Notarkostengesetz (GNotKG) auf. Die KostO ist seitdem nur noch übergangsweise in den von § 136 GNotKG definierten Fällen anzuwenden.

## Rechtsgeschichte

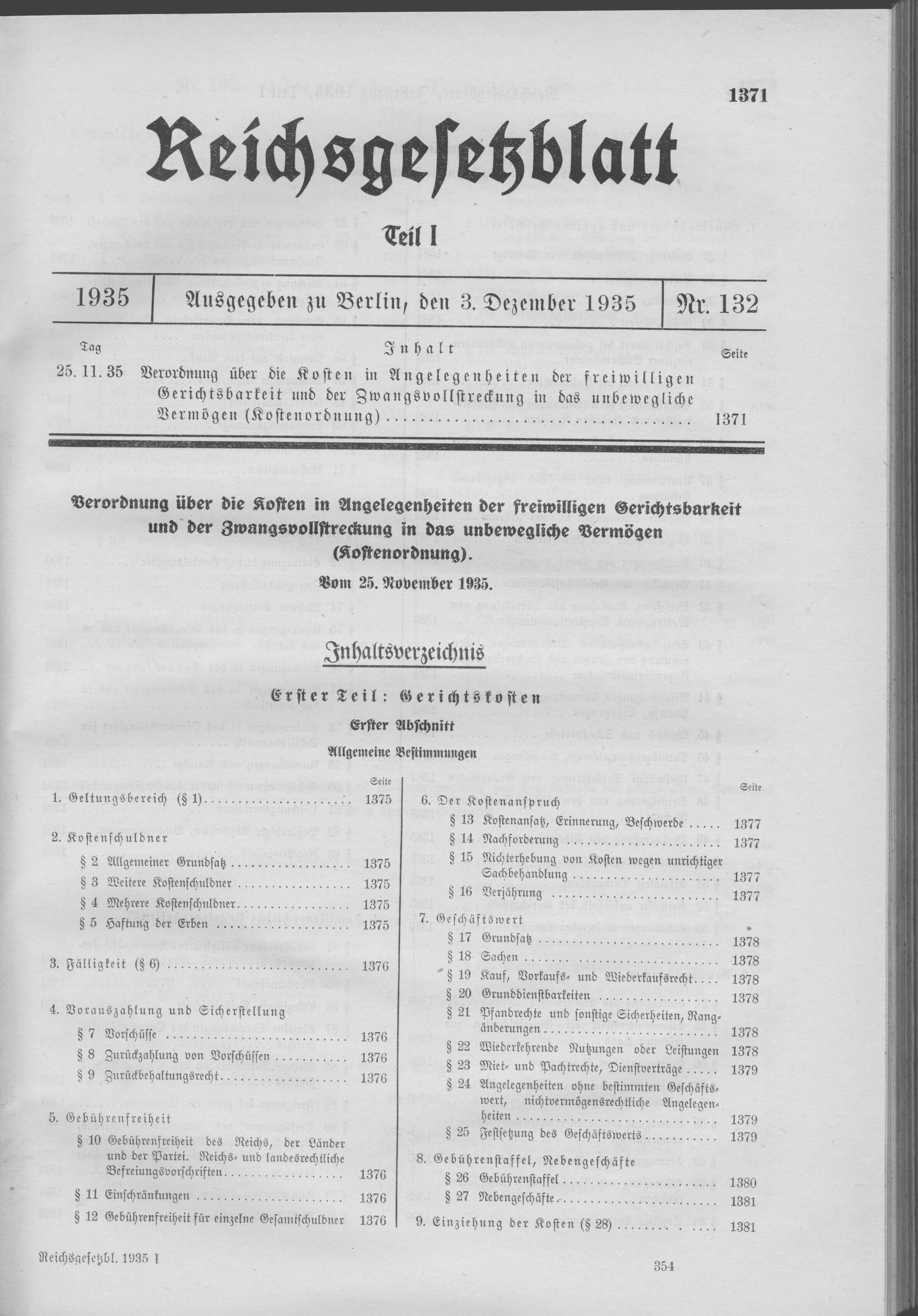
Verordnung über die Kosten in Angelegenheiten der freiwilligen Gerichtsbarkeit und der Zwangsvollstreckung in das unbewegliche Vermögen (Kostenordnung) vom 25. November 1935

Die Kostenordnung wurde erstmals am 25. November 1935 als Verordnung erlassen. Sie galt dann als Gesetz in der Fassung des Gesetzes vom 26. Juli 1957 (BGBl. I S. 960) und wurde seither mehrfach geändert, unter anderem durch Art. 4 Abs. 29 des Kostenrechtsmodernisierungsgesetzes vom 5. Mai 2004 (BGBl. I S. 718, 836). Die letztgenannte Änderung trat am 1. Juli 2004 in Kraft.
Die Höhe der Gebühren richtete sich meist nach dem Geschäftswert. § 32 KostO regelte, wie sich die Höhe einer Gebühr für einen bestimmten Geschäftswert errechnet. Für Geschäftswerte bis 1.000.000 Euro war der KostO als Anlage eine Gebührentabelle beigefügt.
Welche Gebühren (eine Gebühr, mehrere Gebühren oder Bruchteile einer Gebühr) und welche Auslagen erhoben wurden, ergab sich aus den einzelnen Bestimmungen des Gesetzes.
Die §§ 2 – 6 KostO regelten, wer Kostenschuldner ist oder für die Kosten haftet.
§ 8 KostO enthielt Bestimmungen über die Leistung von Vorschuss.
§ 14 KostO regelte, bei welchem Gericht der Kostenansatz durchgeführt, das heißt die Kostenrechnung erstellt wurde, und die dagegen möglichen Rechtsmittel.
Die §§ 18 – 31a KostO enthielten nähere Bestimmungen über den Geschäftswert. § 31 KostO regelte die Festsetzung des Geschäftswerts und die dagegen vorgesehenen Rechtsmittel.
Die §§ 36 – 135 enthielten Regelungen über Gebühren in verschiedenen Angelegenheiten, die §§ 136 – 139 betreffen Auslagen.
Für die Kosten der Notare galten die Vorschriften des ersten Teils der KostO über die Gerichtskosten teilweise entsprechend, teilweise enthielten die §§ 140 ff. KostO Sondervorschriften.